# Гувикс
Гуви́кс (фр. Gouvix) — коммуна во Франции, находится в регионе Нижняя Нормандия. Департамент коммуны — Кальвадос. Входит в состав кантона Бретвиль-сюр-Лез. Округ коммуны — Кан.
Код INSEE коммуны — 14309.

## Население
Население коммуны на 2010 год составляло 803 человека.
| 1962 | 1968 | 1975 | 1982 | 1990 | 1999 | 2010 |
| ---- | ---- | ---- | ---- | ---- | ---- | ---- |
| 862  | 789  | 772  | 777  | 878  | 819  | 803  |

## Экономика
В 2010 году среди 537 человек трудоспособного возраста (15—64 лет) 373 были экономически активными, 164 — неактивными (показатель активности — 69,5 %, в 1999 году было 62,9 %). Из 373 активных жителей работали 315 человек (158 мужчин и 157 женщин), безработных было 58 (32 мужчины и 26 женщин). Среди 164 неактивных 46 человек были учениками или студентами, 69 — пенсионерами, 49 были неактивными по другим причинам.